# Christoph Fildebrandt
Christoph Fildebrandt (Wuppertal, 27 de mayo de 1989) es un deportista alemán que compitió en natación, especialista en el estilo libre.
Ganó una medalla de bronce en el Campeonato Mundial de Natación en Piscina Corta de 2012 y una medalla de plata en el Campeonato Europeo de Natación en Piscina Corta de 2010.
Participó en tres Juegos Olímpicos de Verano, entre los años 2012 y 2020, ocupando el sexto lugar en Londres 2012 (4 × 100 m libre) y el sexto en Río de Janeiro 2016 (4 × 200 m libre).

## Palmarés internacional
| Campeonato Mundial en Piscina Corta | Campeonato Mundial en Piscina Corta | Campeonato Mundial en Piscina Corta | Campeonato Mundial en Piscina Corta |
| Año                                 | Lugar                               | Medalla                             | Prueba                              |
| ----------------------------------- | ----------------------------------- | ----------------------------------- | ----------------------------------- |
| 2012                                | Estambul (Turquía)                  | Medalla de bronce                   | 4 × 200 m libre                     |
| Campeonato Europeo en Piscina Corta |                                     |                                     |                                     |
| Año                                 | Lugar                               | Medalla                             | Prueba                              |
| 2010                                | Eindhoven (Países Bajos)            | Medalla de plata                    | 4 × 50 m libre                      |